# Dehnrate
In der Mechanik und Werkstoffkunde ist die Dehnrate (auch Verformungs-, Umformrate bzw. Umformgeschwindigkeit) die zeitliche Ableitung der Dehnung eines Werkstoffes. Die Dehnrate hat die Dimension der inversen Zeit und die SI-Einheiten der inversen Sekunde, s−1.
Die Dehnrate an einem bestimmten Punkt im Werkstoff misst die Rate, mit der sich die Abstände benachbarter Volumen in der Nähe dieses Punktes mit der Zeit ändern. Sie umfasst sowohl die Rate, mit der sich der Werkstoff ausdehnt oder schrumpft, als auch die Rate, mit der es durch fortschreitende Scherung verformt wird, ohne sein Volumen zu verändern (Scherrate). Sie ist gleich Null, wenn sich diese Abstände nicht ändern, was der Fall ist, wenn sich alle Teilchen in einem bestimmten Bereich mit der gleichen Geschwindigkeit (gleiche Geschwindigkeit und Richtung) bewegen und/oder mit der gleichen Winkelgeschwindigkeit rotieren, als ob dieser Teil des Mediums ein starrer Körper wäre.
Insbesondere in einem isotropen Newtonschen Fluid ist die viskose Spannung eine lineare Funktion der Dehnrate, die durch zwei Koeffizienten definiert ist, von denen sich einer auf die Expansionsrate und einer auf die Scherrate bezieht. Bei Festkörpern können höhere Dehnrate häufig dazu führen, dass normalerweise duktile Werkstoffe spröde versagen.

## Einfache Verformungen
In einfachen Zusammenhängen kann eine einzige Zahl ausreichen, um die Dehnung und damit die Dehnrate zu beschreiben. Wenn beispielsweise ein langes und gleichmäßiges Gummiband durch Ziehen an den Enden allmählich gedehnt wird, kann die Dehnung definiert werden als das Verhältnis {\textstyle \varepsilon } zwischen dem Ausmaß der Dehnung und der ursprünglichen Länge des Bandes:
{\displaystyle \varepsilon (t)={\frac {L(t)-L_{0}}{L_{0}}}}
wobei {\textstyle L_{0}} die ursprüngliche Länge ist und {\textstyle L(t)} seine Länge zu jedem Zeitpunkt {\textstyle t}. Dann ist die Dehnrate:
{\displaystyle {\dot {\varepsilon }}(t)={\frac {d\varepsilon }{dt}}={\frac {d}{dt}}\left({\frac {L(t)-L_{0}}{L_{0}}}\right)={\frac {1}{L_{0}}}{\frac {dL(t)}{dt}}={\frac {v(t)}{L_{0}}}}
wobei {\textstyle v(t)} die Geschwindigkeit ist, mit der sich die Enden voneinander entfernen.
Die Dehnrate kann auch durch eine einzige Zahl ausgedrückt werden, wenn Der Werkstoff einer parallelen Scherung ohne Volumenänderung unterworfen wird, d. h. wenn die Verformung als eine Reihe von unendlich dünnen, parallelen Schichten beschrieben werden kann, die gegeneinander gleiten, als ob sie starre Platten wären, und zwar in der gleichen Richtung, ohne ihren Abstand zu verändern. Diese Beschreibung passt auf die laminare Strömung eines Fluids zwischen zwei festen Platten, die parallel zueinander gleiten (Couette-Strömung) oder in einem kreisförmigen Rohr mit konstantem Querschnitt (Poiseuille-Strömung). In diesen Fällen ist der Zustand des Werkstoffs zu einem bestimmten Zeitpunkt {\textstyle t} durch die Verschiebung beschrieben werden {\textstyle X(y,t)} jeder Schicht seit einem beliebigen Startzeitpunkt in Abhängigkeit von ihrem Abstand {\textstyle y} von der festen Wand beschrieben werden. Dann kann die Dehnung in jeder Schicht als Grenzwert des Verhältnisses zwischen der aktuellen relativen Verschiebung {\textstyle X(y+d,t)-X(y,t)} einer benachbarten Schicht, dividiert durch den Abstand {\textstyle y} zwischen den Schichten:
{\displaystyle \varepsilon (y,t)=\lim _{d\rightarrow 0}{\frac {X(y+d,t)-X(y,t)}{d}}={\frac {\partial X}{\partial y}}(y,t)}
Daher ist die Dehnrate:
{\displaystyle {\dot {\varepsilon }}(y,t)=\left({\frac {\partial }{\partial t}}{\frac {\partial X}{\partial y}}\right)(y,t)=\left({\frac {\partial }{\partial y}}{\frac {\partial X}{\partial t}}\right)(y,t)={\frac {\partial V}{\partial y}}(y,t)}
wobei {\textstyle V(y,t)} die aktuelle lineare Geschwindigkeit des Werkstoffs im Abstand {\textstyle y} von der Wand.

## Der Dehnraten-Tensor
In allgemeineren Situationen, in denen der Werkstoff in verschiedene Richtungen mit unterschiedlichen Geschwindigkeiten verformt wird, kann die Dehnung (und damit die Verformungsgeschwindigkeit) um einen Punkt in einem Werkstoff nicht durch eine einzige Zahl oder sogar durch einen einzigen Vektor ausgedrückt werden. In solchen Fällen muss die Dehnrate durch einen Tensor, eine lineare Abbildung zwischen Vektoren, ausgedrückt werden, der angibt, wie sich die relative Geschwindigkeit des Mediums ändert, wenn man sich in einer bestimmten Richtung um eine kleine Strecke von dem Punkt entfernt. Dieser Tensor der Dehnrate kann als die zeitliche Ableitung des Verformungstensors oder als der symmetrische Teil des Gradienten (Ableitung nach der Position) der Geschwindigkeit des Werkstoffs definiert werden.
Bei einem gewählten Koordinatensystem kann der Dehnratentensor durch eine symmetrische 3×3-Matrix aus reellen Zahlen dargestellt werden. Der Dehnratentensor variiert typischerweise mit der Position und der Zeit innerhalb des Werkstoffs und ist daher ein (zeitlich veränderliches) Tensorfeld. Er beschreibt die lokale Dehnrate nur bis zur ersten Ordnung; dies ist jedoch für die meisten Zwecke ausreichend, selbst wenn die Viskosität des Werkstoffs stark nichtlinear ist.

## Dehnratenprüfung
Die Dehnratensensitivität eines Werkstoffes kann im Hochgeschwindigkeitszugversuch oder auch Schnellzerreißversuch gemessen werden. Die quasistatische Zugprüfung wird bei Dehnraten zwischen {\textstyle 10^{-5}} und {\textstyle 10^{-2}} 1/s durchgeführt. Servohydraulischen Prüfmaschinen erreichen an den Proben Abzugsgeschwindigkeiten von bis zu 20 m/s, was Dehnraten von {\textstyle 1} bis {\textstyle 10^{2}} 1/s entspricht. Höhere Dehnraten von bis zu {\textstyle 10^{4}} 1/s können mit dem Split-Hopkinson Druckstab realisiert werden.

### Normen für Schnellzerreissversuche
- SEP 1230: Ermittlung mechanischer Eigenschaften an Blechwerkstoffen bei hohen Dehnraten im Hochgeschwindigkeitszugversuch
- DIN EN ISO 26203-2: Metallische Werkstoffe – Zugversuch bei hohen Dehngeschwindigkeiten – Teil 2: Servohydraulische und andere Systeme
- Normungsprojekt ISO/CD 22183: Plastics – Determination of tensile properties at high rate using a servo-hydraulic testing machine
- ISO 527-1, ISO 527-2; ASTM D638: Bestimmung der Zugeigenschaften (deckt nur den Bereich geringer Dehnraten ab)
- ISO 18872: Kunststoff – Bestimmung der Zugeigenschaften bei hohen Dehnraten
- ISO 82568, ASTM D1822: Bestimmung der Schlagzugzähigkeit (Kunststoff)

## Scherdehnrate

Uniaxiale technische Scherbelastung

Analog dazu ist die Scherdehnrate {\displaystyle {\dot {\gamma }}} die Ableitung der Scherdehnung nach der Zeit. Die technische Scherdehnung kann als die Winkelverschiebung definiert werden, die durch eine angelegte Scherspannung {\displaystyle \tau } entsteht.
{\displaystyle \gamma ={\frac {w}{l}}=\tan(\theta )}
Daher kann die unidirektionale Scherdehnrate wie folgt definiert werden:
{\displaystyle {\dot {\gamma }}={\frac {d\gamma }{dt}}}